# Championnat du monde de Formule E FIA 2020-2021
Navigation
2019-2020 2021-2022
Le championnat du monde de Formule E FIA 2020-2021 est la septième saison de la Formule E disputée avec des voitures électriques. Comportant quatorze courses réparties en douze manches, il devait initialement débuter le 16 janvier 2021 à Santiago pour se terminer le 25 juillet 2021 à Londres et sera donc (du fait de la pandémie de Covid-19 perturbant la saison dernière) la plus longue saison de la catégorie depuis la première édition. Cependant, en raison de la pandémie de Covid-19, le départ de la saison est reporté au 26 février 2021 à Dariya et la finale aura lieu le 15 août 2021 à Berlin.
Les ePrix de Santiago, Mexico, Sanya et Séoul sont d’abord reportés et finalement comme l’ePrix de Paris annulé en raison de la pandémie de Covid-19. L’ePrix de Mexico est remplacé par l’ePrix de Puebla.
Excepté l’ePrix de Monaco, tous les ePrix auront lieu comme double manche.
Il s’agit de la première saison à être considérée comme championnat du monde par la FIA, rejoignant la Formule 1, le WRC (World Rally Championship), le WEC (World Endurance Championship) et le WRX (World Rallycross Championship).

## Repères du début de saison

### Pilotes
Débuts en tant que pilote titulaire
- Nick Cassidy chez Envision Virgin Racing.
- Norman Nato chez ROKiT Venturi Racing.
- Jake Dennis chez BMW i Andretti Motorsports.
- René Rast chez Audi Sport ABT Schaeffler
- Tom Blomqvist chez NIO 333 FE Team

Transferts
- Pascal Wehrlein quitte Mahindra Racing pour rejoindre TAG Heuer Porsche Formula E Team.
- Sam Bird quitte Envision Virgin Racing pour rejoindre Jaguar Racing.
- Alexander Sims quitte BMW i Andretti Motorsports pour rejoindre Mahindra Racing.

Pilotes et duos de pilotes reconduits
- Jean-Éric Vergne et António Félix da Costa chez DS Techeetah.
- Stoffel Vandoorne et Nyck de Vries chez Mercedes EQ Formula E Team.
- Lucas di Grassi chez Audi Sport ABT Schaeffler.
- Edoardo Mortara chez ROKiT Venturi Racing.
- Maximilian Günther chez BMW i Andretti Motorsport.
- Mitch Evans chez Jaguar Racing
- Alex Lynn chez Mahindra Racing
- André Lotterer chez TAG Heuer Porsche Formula E Team.
- Robin Frijns chez Envision Virgin Racing.
- Oliver Rowland et Sébastien Buemi chez Nissan e.dams.
- Oliver Turvey chez NIO 333 FE Team.

Départs
- Felipe Massa quitte ROKiT Venturi Racing.
- Neel Jani quitte TAG Heuer Porsche Formula E Team.
- Brendon Hartley quitte Dragon / Penske Autosport après 5 ePrix en saison 6.
- Ma Qing Hua quitte NIO 333 FE Team après 5 ePrix en saison 6.
- Daniel Abt quitte Audi Sport ABT Schaeffler après 6 saisons avec celle-ci (5 ePrix en saison 6).
- Jérôme d'Ambrosio prend sa retraite sportive à l'issue de la saison 2019-2020 après 5 saisons (dont 3 victoires), il devient Team Manager adjoint chez ROKiT Venturi Racing.

## Écuries et pilotes
| Écuries                          | Groupe motopropulseur | Constructeur | Chassis                                                 | no | Pilotes                | Manches |
| -------------------------------- | --------------------- | ------------ | ------------------------------------------------------- | -- | ---------------------- | ------- |
| DS Techeetah                     | Spark–DS              | Techeetah    | DS E-Tense FE20 (2019-2020) DS E-Tense FE21 (2020-2021) | 13 | António Félix da Costa | 1-15    |
| DS Techeetah                     | Spark–DS              | Techeetah    | DS E-Tense FE20 (2019-2020) DS E-Tense FE21 (2020-2021) | 25 | Jean-Éric Vergne       | 1-15    |
| Nissan e.dams                    | Spark-Nissan          | Nissan       | Nissan IM02 (2019-2020) Nissan IM03 (2020-2021)         | 22 | Oliver Rowland         | 1-15    |
| Nissan e.dams                    | Spark-Nissan          | Nissan       | Nissan IM02 (2019-2020) Nissan IM03 (2020-2021)         | 23 | Sébastien Buemi        | 1-15    |
| Mercedes EQ Formula E Team       | Spark–Mercedes EQ     | Mercedes     | Mercedes-Benz EQ Silver Arrow 02                        | 5  | Stoffel Vandoorne      | 1-15    |
| Mercedes EQ Formula E Team       | Spark–Mercedes EQ     | Mercedes     | Mercedes-Benz EQ Silver Arrow 02                        | 17 | Nyck de Vries          | 1-15    |
| Envision Virgin Racing           | Spark-Audi            | Virgin       | Audi e-tron FE07                                        | 4  | Robin Frijns           | 1-15    |
| Envision Virgin Racing           | Spark-Audi            | Virgin       | Audi e-tron FE07                                        | 37 | Nick Cassidy           | 1-15    |
| BMW i Andretti Motorsport        | Spark–BMW             | BMW          | BMW iFE.21                                              | 27 | Jake Dennis            | 1-15    |
| BMW i Andretti Motorsport        | Spark–BMW             | BMW          | BMW iFE.21                                              | 28 | Maximilian Günther     | 1-15    |
| Audi Sport ABT Schaeffler        | Spark-Audi            | Audi         | Audi e-tron FE07                                        | 11 | Lucas di Grassi        | 1-15    |
| Audi Sport ABT Schaeffler        | Spark-Audi            | Audi         | Audi e-tron FE07                                        | 33 | René Rast              | 1-15    |
| Jaguar Racing                    | Spark–Jaguar          | Jaguar       | Jaguar I - Type 5                                       | 10 | Sam Bird               | 1-15    |
| Jaguar Racing                    | Spark–Jaguar          | Jaguar       | Jaguar I - Type 5                                       | 20 | Mitch Evans            | 1-15    |
| TAG Heuer Porsche Formula E Team | Spark–Porsche         | Porsche      | Porsche 99X Electric                                    | 36 | André Lotterer         | 1-15    |
| TAG Heuer Porsche Formula E Team | Spark–Porsche         | Porsche      | Porsche 99X Electric                                    | 99 | Pascal Wehrlein        | 1-15    |
| Mahindra Racing                  | Spark–Mahindra        | Mahindra     | Mahindra M7-Electro                                     | 29 | Alexander Sims         | 1-15    |
| Mahindra Racing                  | Spark–Mahindra        | Mahindra     | Mahindra M7-Electro                                     | 94 | Alex Lynn              | 1-15    |
| ROKiT Venturi Racing             | Spark–Mercedes EQ     | Venturi      | Mercedes-Benz EQ Silver Arrow 02                        | 48 | Edoardo Mortara        | 1-15    |
| ROKiT Venturi Racing             | Spark–Mercedes EQ     | Venturi      | Mercedes-Benz EQ Silver Arrow 02                        | 71 | Norman Nato            | 1-15    |
| Dragon / Penske Autosport        | Spark-Penske          | Penske       | Penske EV-5                                             | 6  | Nico Müller            | 1-7     |
| Dragon / Penske Autosport        | Spark-Penske          | Penske       | Penske EV-5                                             | 6  | Joel Eriksson          | 8-15    |
| Dragon / Penske Autosport        | Spark-Penske          | Penske       | Penske EV-5                                             | 7  | Sérgio Sette Câmara    | 1-15    |
| NIO 333 FE Team                  | Spark–NIO             | NIO          | NIO 333 FE001                                           | 8  | Oliver Turvey          | 1-15    |
| NIO 333 FE Team                  | Spark–NIO             | NIO          | NIO 333 FE001                                           | 88 | Tom Blomqvist          | 1-15    |

## Résultats des tests de pré-saison
| Date              | Lieu             | Circuit               | Pilote le plus rapide | Équipe                           | Tour le plus rapide |
| ----------------- | ---------------- | --------------------- | --------------------- | -------------------------------- | ------------------- |
| 28 novembre 2020  | Valence, Espagne | Circuit Ricardo Tormo | André Lotterer        | TAG Heuer Porsche Formula E Team | 1 min 12 s 519      |
| 29 novembre 2020  | Valence, Espagne | Circuit Ricardo Tormo | Alex Lynn             | Mahindra Racing                  | 1 min 11 s 941      |
| 1er décembre 2020 | Valence, Espagne | Circuit Ricardo Tormo | Maximilian Günther    | BMW i Andretti Motorsport        | 1 min 11 s 760      |

## Calendrier de la saison 2020-2021
| n° | Manche            | Circuit                     | Pays            | Date            |
| -- | ----------------- | --------------------------- | --------------- | --------------- |
| 1  | ePrix de Dariya   | Circuit urbain de Dariya    | Arabie saoudite | 26 février 2021 |
| 2  | ePrix de Dariya   | Circuit urbain de Dariya    | Arabie saoudite | 27 février 2021 |
| 3  | ePrix de Rome     | Circuit urbain de l'EUR     | Italie          | 10 avril 2021   |
| 4  | ePrix de Rome     | Circuit urbain de l'EUR     | Italie          | 11 avril 2021   |
| 5  | ePrix de Valence  | Circuit Ricardo Tormo       | Espagne         | 24 avril 2021   |
| 6  | ePrix de Valence  | Circuit Ricardo Tormo       | Espagne         | 25 avril 2021   |
| 7  | ePrix de Monaco   | Circuit de Monaco           | Monaco          | 8 mai 2021      |
| 8  | ePrix de Puebla   | Autódromo Miguel E. Abed    | Mexique         | 19 juin 2021    |
| 9  | ePrix de Puebla   | Autódromo Miguel E. Abed    | Mexique         | 20 juin 2021    |
| 10 | ePrix de New York | Circuit urbain de Brooklyn  | États-Unis      | 10 juillet 2021 |
| 11 | ePrix de New York | Circuit urbain de Brooklyn  | États-Unis      | 11 juillet 2021 |
| 12 | ePrix de Londres  | Circuit d'ExCeL London      | Royaume-Uni     | 24 juillet 2021 |
| 13 | ePrix de Londres  | Circuit d'ExCeL London      | Royaume-Uni     | 25 juillet 2021 |
| 14 | ePrix de Berlin   | Circuit de Berlin-Tempelhof | Allemagne       | 14 août 2021    |
| 15 | ePrix de Berlin   | Circuit de Berlin-Tempelhof | Allemagne       | 15 août 2021    |

- À cause de la pandémie du Covid-19, le calendrier à du être modifié à plusieurs reprises et cinq courses ont été annulées ou remplacés.

| Manche             | Circuit                   |
| ------------------ | ------------------------- |
| ePrix de Sanya     | Circuit urbain de Sanya   |
| ePrix de Marrakech | Circuit Moulay El Hassan  |
| ePrix de Santiago  | Circuit du parc O'Higgins |
| ePrix de Paris     | Circuit des Invalides     |
| ePrix de Séoul     | Circuit urbain de Séoul   |

## Résultats
| no | Course   | Pole position          | Meilleur tour     | Pilote vainqueur       | Écurie gagnante            | Résumé |
| -- | -------- | ---------------------- | ----------------- | ---------------------- | -------------------------- | ------ |
| 1  | Dariya   | Nyck de Vries          | Stoffel Vandoorne | Nyck de Vries          | Mercedes EQ Formula E Team | Résumé |
| 2  | Dariya   | Robin Frijns           | Nyck de Vries     | Sam Bird               | Jaguar Racing              | Résumé |
| 3  | Rome     | Stoffel Vandoorne      | Mitch Evans       | Jean-Éric Vergne       | DS Techeetah               | Résumé |
| 4  | Rome     | Nick Cassidy           | Nyck de Vries     | Stoffel Vandoorne      | Mercedes EQ Formula E Team | Résumé |
| 5  | Valence  | Antonio Félix da Costa | Robin Frijns      | Nyck de Vries          | Mercedes EQ Formula E Team | Résumé |
| 6  | Valence  | Jake Dennis            | Alexander Sims    | Jake Dennis            | BMW i Andretti Motorsport  | Résumé |
| 7  | Monaco   | Antonio Félix da Costa | Jean-Éric Vergne  | Antonio Félix da Costa | DS Techeetah               | Résumé |
| 8  | Puebla   | Pascal Wehrlein        | Oliver Rowland    | Lucas di Grassi        | Audi Sport ABT Schaeffler  | Résumé |
| 9  | Puebla   | Oliver Rowland         | René Rast         | Edoardo Mortara        | ROKiT Venturi Racing       | Résumé |
| 10 | New York | Nick Cassidy           | Norman Nato       | Maximilian Günther     | BMW i Andretti Motorsport  | Résumé |
| 11 | New York | Sam Bird               | Mitch Evans       | Sam Bird               | Jaguar Racing              | Résumé |
| 12 | Londres  | Alex Lynn              | Mitch Evans       | Jake Dennis            | BMW i Andretti Motorsport  | Résumé |
| 13 | Londres  | Stoffel Vandoorne      | Robin Frijns      | Alex Lynn              | Mahindra Racing            | Résumé |
| 14 | Berlin   | Jean-Éric Vergne       | René Rast         | Lucas di Grassi        | Audi Sport ABT Schaeffler  | Résumé |
| 15 | Berlin   | Stoffel Vandoorne      | Lucas di Grassi   | Norman Nato            | ROKiT Venturi Racing       | Résumé |

## Classements de la saison 2020-2021

### Système de points
Les points de la course sont attribués aux dix premiers pilotes classés. La pole position rapporte trois points, un point pour les pilotes ayant fait le meilleur tour du groupe de qualification, et un point est attribué pour le meilleur tour en course. Ce système d'attribution des points est utilisé pour chaque course du championnat.
| Position | 1er | 2e | 3e | 4e | 5e | 6e | 7e | 8e | 9e | 10e | Pole | MT | MTGQ |
| Points   | 25  | 18 | 15 | 12 | 10 | 8  | 6  | 4  | 2  | 1   | 3    | 1  | 1    |